# Ochthebius alpinus
Ochthebius alpinus är en skalbaggsart som först beskrevs av Ienistea 1979.  Ochthebius alpinus ingår i släktet Ochthebius och familjen vattenbrynsbaggar. Arten är reproducerande i Sverige. Inga underarter finns listade i Catalogue of Life.